# David Martin (gubernator)
David Martin (ur. 15 kwietnia 1933 w Sydney, zm. 10 sierpnia 1990 w Sydney) – australijski oficer, kontradmirał Royal Australian Navy (RAN), w latach 1989-1990 gubernator Nowej Południowej Walii. 

## Życiorys

### Kariera wojskowa
Pochodził z rodziny o ogromnych tradycjach wojskowych. Jego daleki przodek Robert Johnston był w 1805 roku pierwszą osobą urodzoną w Australii, która wstąpiła do Royal Navy. Ojciec Martina był zastępcą dowódcy krążownika HMAS Perth i zginął na nim w 1942, gdy okręt został zatopiony przez siły japońskie. W 1947 David Martin wstąpił jako kadet do Royal Australian Naval College w Terytorium Jervis Bay. Później studiował na Royal Naval College w Londynie. Brał udział w wojnie koreańskiej, podczas której należał do załogi HMAS „Sydney”, pierwszego australijskiego lotniskowca. Brał także udział w akcjach związanych z wydarzeniami na Cyprze i jednym z konfliktów znanych jako wojny dorszowe. W 1974 został dowódcą Trzeciego Australijskiego Szwadronu Niszczycieli. Później został przeniesiony do służby sztabowej i zajmował m.in. stanowiska Szefa Personelu Marynarki Wojennej oraz Dowódcy Zaopatrzenia. W 1988 osiągnąwszy wiek 55 lat, przeszedł na wojskową emeryturę. 

### Gubernator
20 stycznia 1989 roku objął stanowisko gubernatora Nowej Południowej Walii. W trakcie pełnienia tego urzędu została u niego zdiagnozowana rzadka odmiana raka płuca, spowodowana wieloletnim wdychaniem oparów azbestu, którego bardzo dużo było wówczas na australijskich okrętach. Mimo choroby i powodowanych przez nią coraz poważniejszych kłopotów z oddychaniem, sprawował urząd gubernatora niemal aż do końca życia, formalnie rezygnując z niego na zaledwie trzy dni przed śmiercią. Zmarł 10 sierpnia 1990, w wieku 57 lat. 

## Odznaczenia i upamiętnienie
Był kawalerem Orderu Australii oraz Orderu św. Michała i św. Jerzego klasy Rycerz Komandor, co dało mu prawo do dopisywania przez nazwiskiem tytułu Sir. Został także uhonorowany licznymi odznaczeniami wojskowymi. Jeszcze przed śmiercią wyraził życzenie, aby została ustanowiona fundacja jego imienia, pomagająca biednym, zwłaszcza bezdomnym, młodym Australijczykom. Organizacja działa do dzisiaj pod nazwą Sir David Martin Foundation, zaś jej główną żyjącą patronką jest wdowa po gubernatorze, Suzanne (Lady) Martin.